# Санрык Токтыбайулы
Санырык (Санрык) Токтыбайулы (каз. Саңырық Тоқтыбайұлы), Санырык-батыр (1692—1740) — казахский батыр, участник казахско-джунгарской войны в первой половине XVIII века.

## Биография
Родился в 1692 году (по другим данным — в 1691 или 1693) неподалёку от современного села Ушарал в Таласском районе Жамбылской области Казахстана. Выходец из подразделения тасжурек рода ошакты Старшего жуза.
Санырак-батыр прославился благодаря меткой стрельбе из лука. Рассказывают, что в шестнадцатилетнем возрасте он победил в состязании стрелков и получил в награду лук, украшенный золотом и серебром.
Вместе со своим другом Тайлак-батыром из Младшего жуза Санырак принимал активное участие в событиях казахско-джунгарской войны. Батыры вместе освобождали от джунгар окрестности реки Талас, а также участвовали в Булантинском сражении и в Анракайской битве, обернувшимися тяжёлыми поражениями для джунгар.
Под руководством Санырак-батыра в долине Таласа были построены крепости Аккесене и Коккесене.
В 1740 году в одной из битв Санырык был смертельно ранен. По приказу Толе би батыр был похоронен в городе Туркестан.

## Родственники
Известными казахскими батырами были три сына Санырыка — Данен, Санырык, Сарымерген, а также его отец Токтыбай.

## Упоминание в исторических источниках
Санырык-батыр упоминается в поэме Кожабергена-жырау «Елим-ай» и в народных сказаниях о победах казахов над джунгарами. Упоминания о Санырыке встречаются в этнографических трудах А. Диваева.

## Память
В селе Ушарал в Таласском районе Жамбылской области возведён мавзолей. В городе Тараз установлен памятник Санырык-батыру, а одна из улиц носит его имя.